# Joyce Msuya
Joyce Msuya es una microbióloga y científica medioambiental tanzana, reconocida por su trabajo como Directora Ejecutiva Adjunta del Programa de las Naciones Unidas para el Medio Ambiente (PNUMA). Fue nombrada para dicho cargo por el Secretario General de las Naciones Unidas, António Guterres, el 21 de mayo de 2018. Tras la dimisión de Erik Solheim en noviembre de 2018, Msuya fue nombrada Directora Ejecutiva en funciones del PNUMA.

## Biografía

### Primeros años
Msuya nació en Tanzania en 1968 y obtuvo una licenciatura en Bioquímica e Inmunología en la Universidad de Strathclyde de Glasgow en 1992. Posteriormente, cursó una maestría en Microbiología e Inmunología en la Universidad de Ottawa, Canadá.

### Carrera
Antes de incorporarse al World Bank Group, trabajó como analista de políticas sanitarias internacionales en el Liu Center for Global Studies de la Universidad de Columbia Británica en Canadá. En 1998 se vinculó con el mencionado grupo como especialista en salud. Durante su estancia adquirió experiencia en economía del desarrollo y en operaciones de préstamo en el sector sanitario. En 2001 se incorporó a la Vicepresidencia de Economía del Desarrollo del Banco Mundial como asesora del vicepresidente senior y economista en jefe, el profesor Lord Nicholas Stern. De 2005 a 2011 trabajó en la Corporación Financiera Internacional, en los Departamentos de Estrategia Operativa y Manufactura, Agronegocios y Servicios, donde ascendió al puesto de Oficial Principal de Estrategia.
En 2011 fue asignada a la oficina de Pekín del Instituto del Banco Mundial como Coordinadora Regional para Asia Oriental y el Pacífico, centrándose en el apoyo a la labor operativa del Banco en sus esfuerzos por "luchar contra la pobreza y promover la prosperidad compartida". En abril de 2014 fue escogida por la alta dirección para establecer y gestionar la primera oficina del World Bank Group en la República de Corea, ejerciendo durante tres años como Representante Especial y Jefa de la Oficina del Grupo del Banco Mundial (GBM) con sede en Songdo, Incheon.
En el momento de su nombramiento para su actual cargo, trabajaba como asesora del Vicepresidente del Banco Mundial para la región de Asia Oriental y el Pacífico, con sede en Washington D. C..